# Dominique Duvauchelle
Pour les articles homonymes, voir Duvauchelle.
Dominique Duvauchelle est un journaliste sportif né le 22 décembre 1952 à Saint-Maur-des-Fossés et mort le 15 mars 1982 à Créteil.
En 1972, il démarche le journal Le Courrier du Val de Marne qui l'embauche. Il y reste quelques années prenant une place de plus en plus importante dans les pages sports dirigées par Pierre Fulla. En 1975, en regardant la nouvelle émission Un sur cinq de Patrice Laffont, il y déplore le manque de sujets sportifs. Patrick Montel relate dans son ouvrage Concentré d'émotions que Dominique Duvauchelle ose alors téléphoner directement à A2 et discute avec Patrice Laffont qui lui propose de créer une rubrique sportive.
Il se fait très vite remarquer par Robert Chapatte, directeur des sports d'A2 à l'époque. En 1978, il intègre l'équipe de l'émission Stade 2 aux côtés de Roger Couderc, Thierry Roland, etc.
En 1981, le maire de Créteil propose à Dominique Duvauchelle de diriger le projet d'une radio libre qui va être mise en place. Il s'entoure alors notamment de Patrick Montel et Brigitte Simonetta (animatrice à Europe 1 et A2).
Il décède dans un accident de voiture, à Créteil, le 15 mars 1982, en percutant une voiture à l'arrêt. Il était marié et père de famille.Le Parc des sports de la ville de Créteil a été baptisé à son nom en 1983.